# 156580 Madach
156580 Madach este o planetă minoră (asteroid) din centura de asteroizi. A fost descoperită pe 3 martie 2002 la Piszkéstetői Obszervatórium⁠(d) de Krisztián Sárneczky⁠(d) și a fost numită după Imre Madách. 
Obiectul prezintă o orbită caracterizată de o semiaxă mare de 2,6249328346722 UAi, o excentricitate de 0,11106098513435, o înclinație de 14,726066706301 ° în raport cu ecliptica.